# Pattani
Pour les articles homonymes, voir Pattani (homonymie).

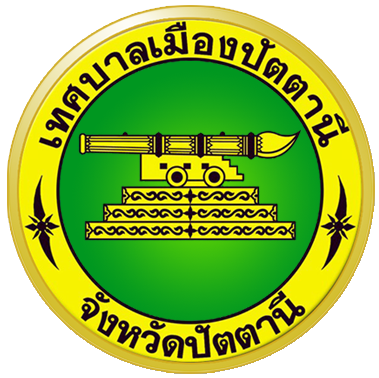

Pattani (en thaï ปัตตานี) est une ville de la région Sud de la Thaïlande, capitale de la province de Pattani. Elle est traversée par le Pattani, qui se jette dans le golfe de Thaïlande.
Il y a aussi plusieurs mouvements indépendantistes sur cette région (la population étant d'origine malaise), qui utilisent la violence pour tenter d'obtenir l'indépendance ; sans succès pour le moment.